# آکیرا کوبوتا
آکیرا کوبوتا (انگلیسی: Akira Kubota؛ زادهٔ ۱۲ آوریل ۱۹۷۳) بازیکن فوتبال اهل ژاپن است.
از باشگاه‌هایی که در آن بازی کرده‌است می‌توان به باشگاه فوتبال گامبا اوساکا اشاره کرد.